# René Fonck
René Paul Fonck, francoski častnik, vojaški pilot in letalski as, * 27. marec 1894, † 18. junij 1953.
Fonck je med prvo svetovno vojno dosegel 70 zračnih zmag; tako je bil prvi letalski as Antante in drugi najuspešnejši letalski asi prve svetovne vojne (prvi je bil Manfred von Richthofen).